# Gare de Svetlogorsk I
Ne doit pas être confondu avec Gare de Svetlogorsk II.
La gare de Svetlogorsk I (en russe : станция Светлогорск-1, stanitsiïa Svetogorsk-1, en allemand Rauschen-Ort) est une gare ferroviaire russe de la ligne de Sovetsk à Baltiïsk, située sur le territoire de la ville de Svetlogorsk, dans l'oblast de Kaliningrad, en Russie européenne.*
La gare est mise en service en 1900 par la ligne de Sambie (de), sur la ligne ferroviaire de Königsberg à Svetlogorsk (de), pour assurer la desserte de la ville. La ville s'appelle alors Rauschen, et fait partie de la  province prussienne Prusse-Orientale, qui devient une province de la république de Weimar en 1918. La ville, et ainsi la gare, est épargnée des combats de la Seconde Guerre mondiale, permettant lors de l'annexion de la Prusse-Orientale par l'URSS pour former l'oblast de Kaliningrad la sauvegarde du bâtiment. En 2016, l'oblast de Kaliningrad classe la gare comme objet patrimonial culturel de Russie d'importance locale.
C'est une gare de voyageurs des Chemins de fer de Kaliningrad, une filiale des Chemins de fer russes, desservie par des trains régions menant à Kaliningrad et à la gare de Svetologorsk II.

## Histoire

### Prusse
Le 13 avril 1899, l'entreprise Ligne de Sambie (de), littéralement les « chemins de fer de la Sambie », est créée à Königsberg, afin de construire un réseau de chemin de fer sur la péninsule de Sambie. Mais les travaux de la ligne avaient commencé dès 1896, avec le terrassement.
C'est ainsi que le 14 juillet 1900, la gare de Rauschen (en allemand Rauschen-Ort) est ouverte, ainsi que la ligne depuis Königsberg dans son ensemble. Alors qu'auparavant, il fallait 7 heures en calèche pour relier les deux villes, il fallait désormais moins d'une heure. C'est ainsi que la ville de Rauschen s'est affirmée comme station balnéaire, avec en 1903 3 000 vacanciers ainsi que 46 000 touristes. La gare fut construite près du centre-ville, non loin de l'étang du moulin (aujourd'hui appelé en russe lac Tikhoïe (ru)). Le chemin de fer était alors à voie étroite.
Le 6 mai 1906, la gare de Rauschen-Düne (littéralement gare de Rauschen-Dune, aujourd'hui appelée gare de Svetlogorsk-II) fut ouverte. La ville disposait ainsi de deux gares, qu'elle conserve toujours.
Afin d'attirer les touristes, la Samlandbahn publia des guides de la région, incluant les gares des différentes villes.
L'architecture de la gare est typique du début du XXe siècle dans la région de Prusse-Orientale. Construite en bois, elle ressemblait à la gare (pl) voisine de Neukuhren (gare de Neukuhren ayant été depuis détruite puis reconstruite pendant l'époque soviétique, n'ayant plus son style d'origine). Le premier étage (rez-de-chaussée) fut construit en brique et en plâtre, le deuxième ainsi que le grenier en bois. Un toit à pignon fut créé, et la gare possède deux salles d'attentes avec des vérandas de chaque côté.
Dans la salle d'attente à gauche de l'entrée principale se trouvait un café et un buffet, très fréquenté par les résidents et vacanciers. Juste à côté de la gare il y avait un kiosque, avec des bonbons pour les enfants, qui existe d'ailleurs toujours. Des dragons ornaient l'entrée de la gare, très présents dans l'architecture de la Sambie, vient du Drakstil, importé dans l'Empire Allemand depuis la Scandinavie après que Guillaume II se soit rendu en Norvège en 1891. La gare de Neukuhren de cette époque avait d'ailleurs les mêmes ornements.
Lors du bombardement de Königsberg à l'été 1944, Rauschen devenu un centre d'accueil des réfugiés sans-abris avec un flot important de personnes passant par la gare.
En janvier 1945, à la suite des hostilités alors que l'évacuation de la Prusse-Orientale commence, le trafic ferroviaire est fermé. Le 8 janvier 1945, dans le cadre de l'évacuation, la population civile de Rauschen est autorisée à quitter la ville afin de rejoindre le port de Neukuhren d'où l'évacuation maritime a commencé.
Le dernier train, rempli de femmes et d'enfants, sous la période allemande quitta la gare de Rauschen le 9 février 1945 à 10 h 15.

### Oblast de Kaliningrad

#### Réouverture
Après la guerre, la région de Prusse-Orientale est annexée à l'Union soviétique au sein de l'oblast de Kaliningrad, oblast de la RSFS De Russie. Le trafic ferroviaire fut interrompu pendant deux ans, la région ayant été détruite, que ce soit les voies, les viaducs, le matériel roulant et autres. Pendant ces deux ans-là, l'Union soviétique construit un nouveau réseau, à l'écartement russe, plus large.
En 1946, la région subit un processus de russification, avec les noms allemands changés en noms russes. La ville de Rauschen est ainsi renommée Svetlogorsk.
Le 5 juin 1947, dans son numéro 65, la Kaliningradksaïa Pravda rapporta que le premier train sur la ligne Kaliningrad-Svetlogorsk fut lancé, relançant ainsi le service. Mais la ligne n'était pas optimale, avec seulement une locomotive pour toute la ligne. Dans les années 1950 et le début des années 1960, il fallait 2 h 30 pour rejoindre Svetlogorsk depuis Kaliningrad, la ligne nouvelle ayant un trajet sinueux, passant dans toutes les principales localités.
Le bâtiment, qui n'avait pas été endommagé pendant les années de guerre, reprit du service. Par ailleurs, le mobilier avait été conservé, tandis que la cafétéria rouvrit ses portes. Cependant, les dragons du Drakstil furent enlevés de la façade.
Malgré le temps, la ligne était prisée, les trains étant souvent complets. C'est ainsi qu'en 1952, après une journée de fortes chaleurs où les trains étaient complets, que le ministère des Transports de l'URSS décida d'ajouter des wagons pour les jours fériés et jours de marché.

#### Depuis les années 1960
Entre septembre 1964 et juin 1965, la ligne entre Kaliningrad et Pionerski (nouveau nom de Neukuhren) fut rectifiée, avec bien moins de courbes, et l'apparition de nouvelles haltes sur la ligne. Mais grâce aux rénovations, le trajet entre Kaliningrad et Svetlogorsk est passé à 40 min seulement.
Au début des années 1970, la ligne fut électrifiée, et le nombre de trains fut porté à 24, ainsi que jusqu'à 33 pendant les mois d'été, ce qui est par ailleurs toujours plus ou moins le nombre de trains sur la ligne. Rien que le matin, il pouvait il y avoir un train toutes les 10 à 15 minutes dans le sens Kaliningrad à Svetlogorsk, permettant à la ville de garder son économie balnéaire. Le dernier partait à minuit en direction de Kaliningrad.

## Service des voyageurs

### Desserte
La gare est desservie par des trains électriques régionaux des Chemins de fer de Kaliningrad en provenance de la gare de Kaliningrad-Nord, dont l'arrêt juste avant Svetlogorsk-I est la gare de Pionerski (pl), et dont l'arrêt suivant, qui est aussi le terminus, est la gare de Svetlogorsk-II, étant donné que la ligne après Svetlogorsk-II a été désaffectée. D'autres trains peuvent arriver d'autres villes de la région.
| Origine                            | Arrêt précédent        | Train | Train         | Train | Arrêt suivant          | Destination            |
| ---------------------------------- | ---------------------- | ----- | ------------- | ----- | ---------------------- | ---------------------- |
| Gare de Kaliningrad-Nord           | Gare de Pionerski (pl) |       | [Non indiqué] |       | Gare de Svetlogorsk II | Gare de Svetlogorsk II |
| Gare de Kaliningrad-Passajirski    | Gare de Pionerski (pl) |       | [Non indiqué] |       | Gare de Svetlogorsk II | Gare de Svetlogorsk II |
| Gare de Zelenogradsk-Nouvelle (pl) | Gare de Pionerski (pl) |       | [Non indiqué] |       | Gare de Svetlogorsk II | Gare de Svetlogorsk II |

installations
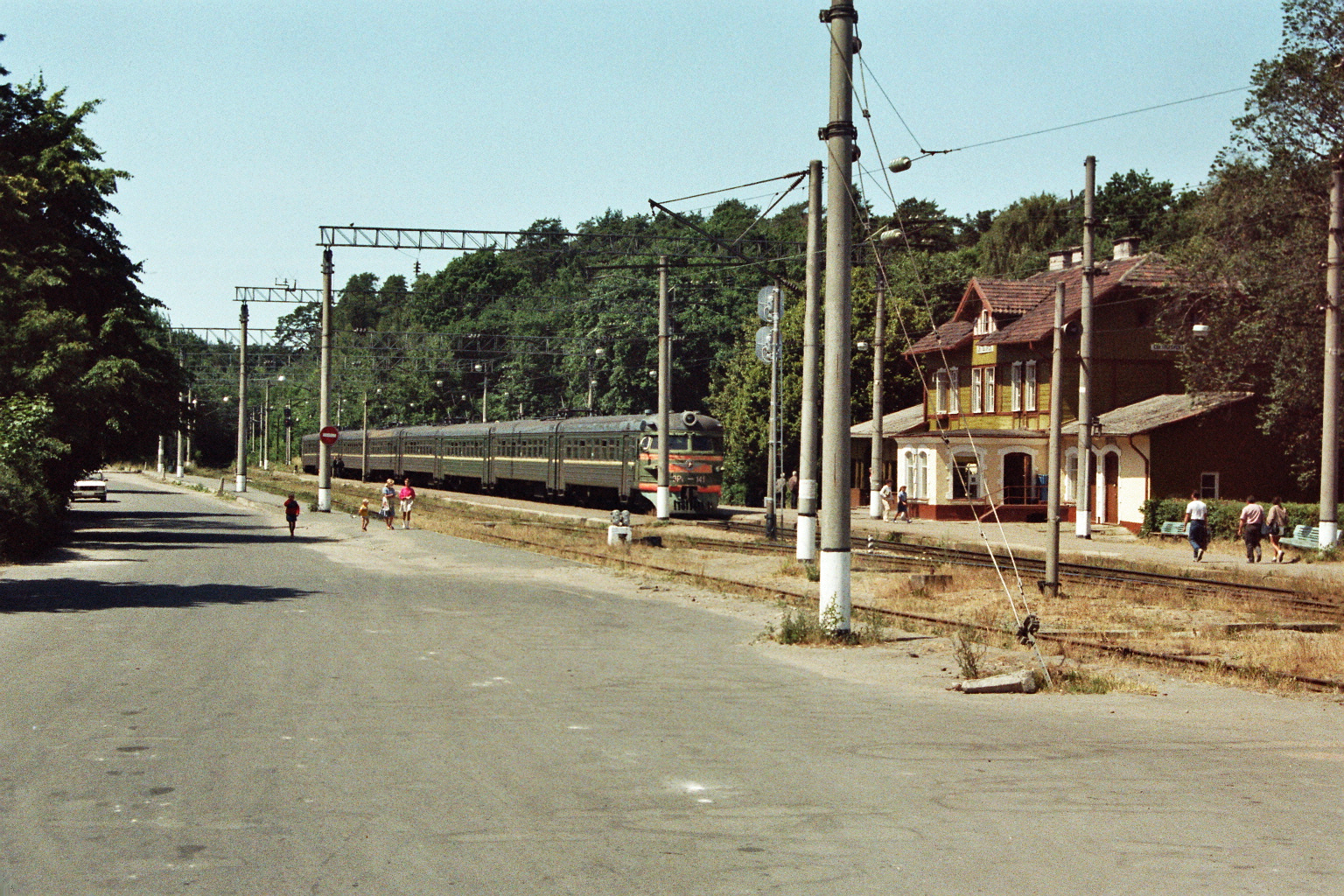
En 1982.
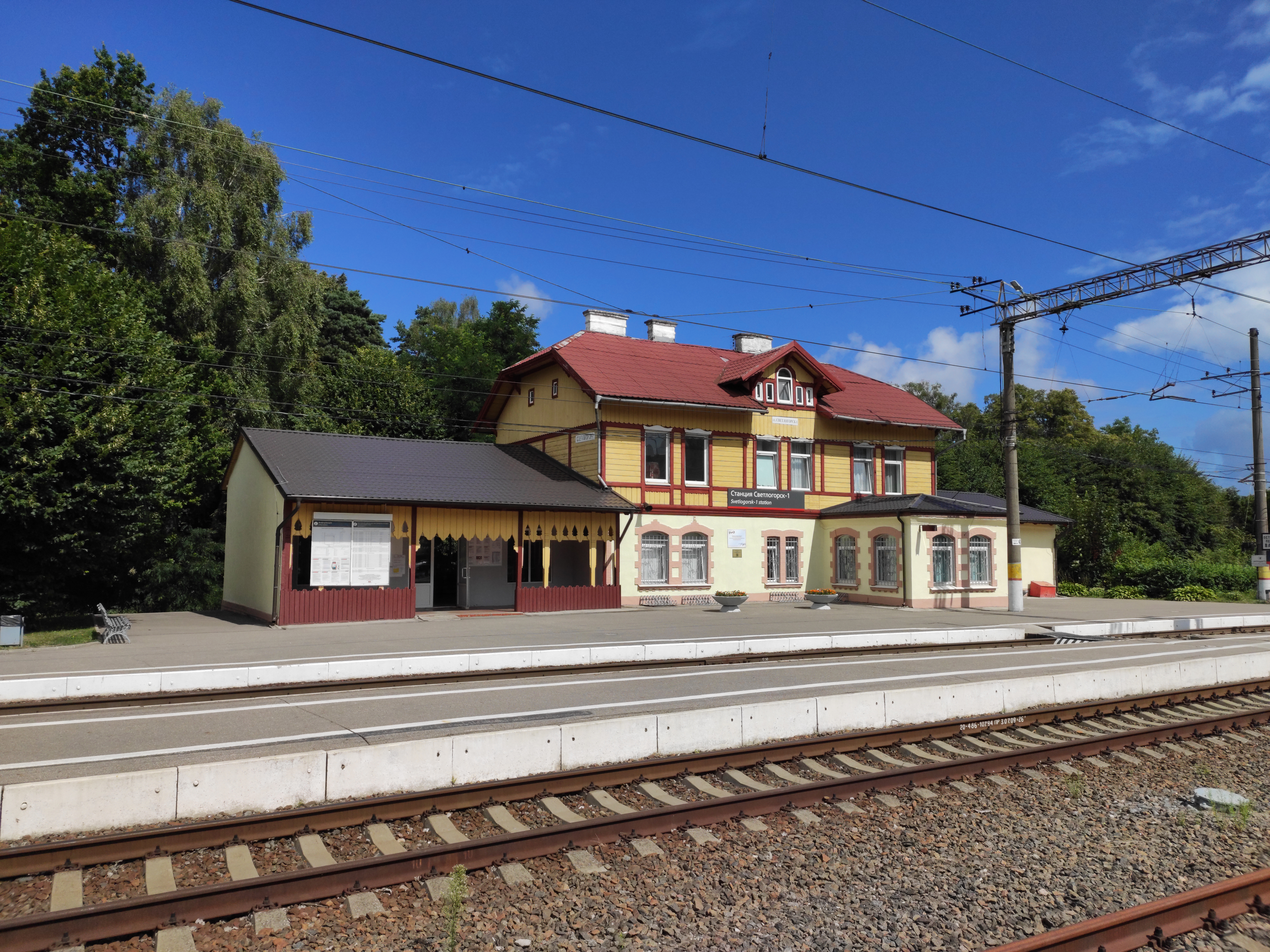
En 2022.
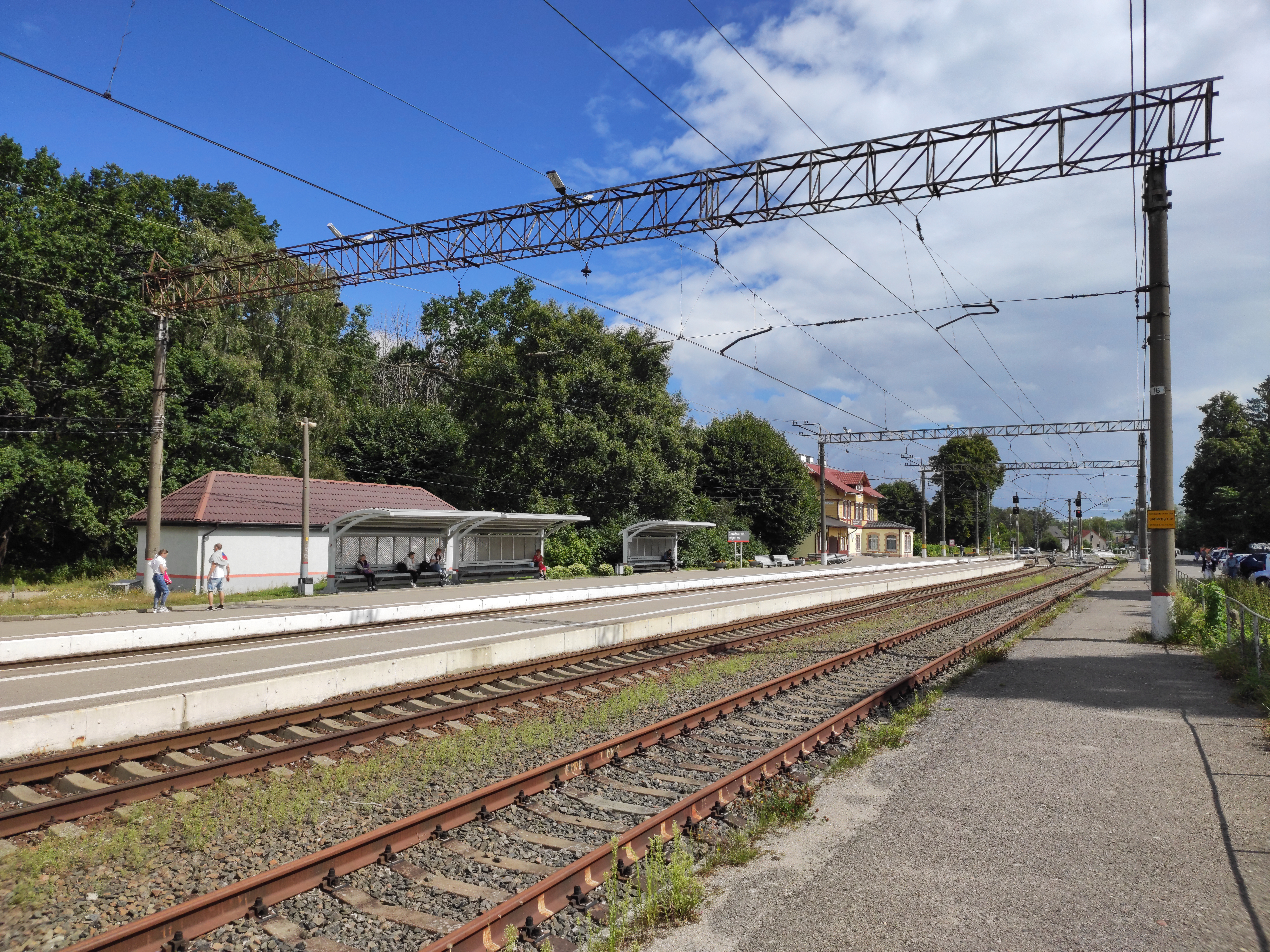
En 2022.

## Patrimoine ferroviaire
Par un arrêté du Service de la protection des monuments du 23 novembre 2016, no 350, la gare est déclarée objet patrimonial culturel d'importance municipale, permettant ainsi sa protection.